# ماثيو جون رينالدو
ماثيو جون رينالدو (بالإنجليزية: Matthew John Rinaldo)‏ هو سياسي أمريكي، ولد في 1 سبتمبر 1931 في الولايات المتحدة، وتوفي في 13 أكتوبر 2008 في نفس البلد. حزبياً، نشط في الحزب الجمهوري. وقد في انتخابات مجلس النواب الأمريكي 1990 ‏، انتخب عضو مجلس النواب الأمريكي عن دائرة New Jersey's 7th congressional district ‏ وقد انضم خلال فترته النيابية ‏ (3 يناير 1991 – 3 يناير 1993) للكتلة البرلمانية الحزب الجمهوري وانتخب عضو مجلس ولاية نيوجيرسي وانتخب عضو مجلس النواب الأمريكي.